# Baiano
Baiano (o Bajano) è un comune italiano di 4 368 abitanti della provincia di Avellino in Campania.

## Geografia fisica
Il comune di Baiano è un comune montuoso dell’irpinia e si estende su una superficie di circa 12,25 km2 nel Parco Regionale del Partenio.

## Storia
Il nome potrebbe derivare da una proprietà di epoca romana, praedium Badianum ("podere di Badio") o praedium Vallejanum, legato al vicino centro di Abella (oggi Avella). In epoca romana il territorio era stato assegnato alla tribù Galeria.
Fece in seguito parte del longobardo ducato di Benevento e del normanno principato di Salerno ed è ricordato nel 1129 come casale di Avella, mentre nel 1210 era tassato separatamente. In seguito fu feudo degli Orsini e quindi fece parte della baronia di Avella. Alla fine del Seicento recuperò la propria autonomia.
Nel 1715 divenne comune autonomo con il nome di Bajano (nome che mantenne fino ai primi del Novecento) e fece parte in passato della provincia di Terra di Lavoro, mandamento di Bajano (di cui facevano parte anche Avella, Mugnano del Cardinale, Quadrelle, Sirignano e Sperone). Con l'unità d'Italia fu assegnata alla provincia di Avellino.
Fino al 1923 (data dell'abolizione del mandamento come suddivisione amministrativa) fu capoluogo del mandamento omonimo e fu sede della pretura, del carcere mandamentale e di altri uffici amministrativi. Oggi vi hanno sede la caserma dei Carabinieri, la caserma della Guardia di Finanza e una del Corpo forestale dello Stato.

### Simboli
Nello stemma comunale è rappresentato su campo d'argento un cervo in una lettera V maiuscola d'oro, probabilmente iniziale del nome "Vaiano" con cui un tempo era chiamato il paese. Il gonfalone è un drappo di azzurro.

## Monumenti e luoghi d'interesse
- Quartiere Vesuni (centro storico)
- Chiesa di Santa Croce, chiesa dei SS. Apostoli e chiesa madre di Santo Stefano Protomartire, restaurate dopo i danni subiti per le scosse sismiche del 1980 e 1981 (in particolare la chiesa di Santo Stefano subì danni al tetto, con la perdita degli affreschi, ora sostituiti).
- Eremo di Gesù e Maria
- Vallone Sorroncello (650 m s.l.m.)

## Società

### Evoluzione demografica
Abitanti censiti

### Etnie e minoranze straniere
Al 31 dicembre 2015 nel comune di Baiano risultano residenti 181 cittadini stranieri. I gruppi più numerosi sono quelli di:
- Romania, 66
- Ucraina, 54
- Polonia, 20

### Tradizioni e folclore
Nel periodo di Natale si tiene a Baiano la "Festa del Maio".
- Tra il 13 dicembre e la vigilia di Natale si tengono le mess 'e notte, che vengono celebrate alle 5 di mattina per consentire di andare quindi al lavoro.
- In un cortile del centro storico, della famiglia Canonico-Pradal, viene allestito un presepe e la sera della vigilia di Natale vi si porta in processione il Bambino Gesù. Nel corso della messa nella chiesa della Santa Croce, vengono benedette le carabine e gli attrezzi da boscaiolo.
- Dopo la messa il boscaiolo che ha per tradizione dal 1965 (Lippiello Giuseppe detto O'Battaglione, Classe '45) si reca insieme al popolo Baianese, nel "bosco di Arciano", la zona collinare di Baiano, per tagliare un albero, "il Maio", preventivamente segnato da due grandi "S" di colore rosso in onore del patrono, Santo Stefano. Il tronco viene quindi portato alla chiesa di Santo Stefano per essere benedetto. Nel piazzale antistante la chiesa vengono sparati colpi con le vecchie carabine ad avancarica e l'albero viene eretto in un buco appositamente preparato, tirato da tre funi disposte su tre punti del piazzale. Infine il membro di una famiglia che ha per tradizione tale compito, si arrampica sul tronco per sciogliere le funi, operazione alla cui riuscita viene attribuito un significato beneaugurante per l'anno a venire.
- Il giorno di Natale dopo pranzo si raccolgono le fascine casa per casa, che serviranno la sera ad accendere un grande falò nel piazzale ('o fucarone), con il quale termina la festa.

## Geografia antropica

### Rione Vesuni
Il "rione d'e Vesune" (letteralmente "quartiere dei Visoni", chiamato anche "e Vesune", italianizzato "i Vesuni") è il centro storico del paese. Il toponimo è di origine incerta: secondo la tradizione orale deriverebbe dal viso largo o burbero dei contadini che ne erano gli abitanti; in alternativa potrebbe essere derivato dai "grandi visi" presenti nella decorazione del portale di uno degli edifici (palazzo Picciocchi), o dal nome della dea Vesuna, divinità della fertilità e della vegetazione attestata principalmente presso Etruschi e Marsi.
Il quartiere sorse probabilmente durante la dominazione spagnola, abitato in prevalenza da contadini poveri. Con l'apertura della linea ferroviaria per Napoli alla fine dell'Ottocento ebbe un forte incremento demografico, attraendo abitanti dal napoletano e dal resto dell'agro nolano.
Molti edifici subirono danni nel terremoto del 23 novembre 1980 e dalle successive scosse del 14 febbraio 1981. Dopo la ricostruzione oggi attrae gli immigrati, provenienti in particolare dai paesi dell'est europeo, e si presenta tuttora in crescita demografica.

## Economia
L'economia si basa sulle attività agricole (castagne e nocciole) e commerciali.

## Infrastrutture e trasporti

### Strade
- Autostrada A16 Napoli - Bari, con proprio casello
- Strada statale 7 bis di Terra di Lavoro
- Strada provinciale 80 ex SP 194 Baiano Stazione-Avella
- Circonvallazione Baiano-Mugnano del Cardinale

### Ferrovie
- Stazione della Ferrovia Napoli-Nola-Baiano della Circumvesuviana

### Trasporti
- Servizio di autolinee AIR (dopo lo scioglimento di EAV BUS), linea Avellino-Napoli

## Amministrazione

### Sindaci
| Periodo | Periodo   | Primo cittadino     | Partito                    | Carica                    | Note  |
| ------- | --------- | ------------------- | -------------------------- | ------------------------- | ----- |
| 1994    | 1998      | Raffaele Napolitano | AN                         | Sindaco                   | [ 8 ] |
| 1998    | 2002      | Raffaele Napolitano | lista civica               | Sindaco                   | [ 8 ] |
| 2002    | 2004      | Agostino Masi       | centro-sinistra            | Sindaco                   | [ 8 ] |
| 2004    | 2005      | Silvana Tizzano     |                            | Commissario Straordinario | [ 8 ] |
| 2005    | 2010      | Vincenzo Cavaccini  | centro-sinistra            | Sindaco                   | [ 8 ] |
| 2010    | 2011      | Carlo Mascheri      | lista civica               | Sindaco                   | [ 8 ] |
| 2011    | 2012      | Salvatore Palma     |                            | Commissario Straordinario | [ 8 ] |
| 2012    | 2017      | Enrico Montanaro    | lista civica Baiano Civica | Sindaco                   | [ 8 ] |
| 2017    | 2022      | Enrico Montanaro    | lista civica Baiano Civica | Sindaco                   | [ 8 ] |
| 2022    | in carica | Enrico Montanaro    | lista civica Baiano Civica | Sindaco                   | [ 8 ] |

### Altre informazioni amministrative
Il comune fa parte della comunità montana Partenio - Vallo di Lauro e dell'Unione dei comuni Baianese – Alto Clanis.

## Sport
Baiano è sempre stata molto attiva sul lato sportivo sia dal punto di vista giovanile che agonistico. Per quanto riguarda il calcio abbiamo la società dell'A.C. Baiano, rifondata da qualche anno, che milita attualmente in Promozione Girone C.
Per quanto riguarda gli altri sport Baiano è stata una delle poche squadre rappresentanti la provincia di Avellino nei campionati agonistici di Pallacanestro grazie al Basket Baiano neopromossa in Serie C2 nel 2011, ma fatta miseramente fallire l'anno successivo: dall'estate 2012 dalle ceneri del Basket Baiano nasce la nuova Pallacanestro Baiano 1988. Da segnalare la presenza dell'Ars et Labor, per la pallavolo, militante in Serie B2.